# Robertus laticeps
Robertus laticeps là một loài nhện trong họ Theridiidae.
Loài này thuộc chi Robertus. Robertus laticeps được Eugen von Keyserling miêu tả năm 1884.